# 루커우구

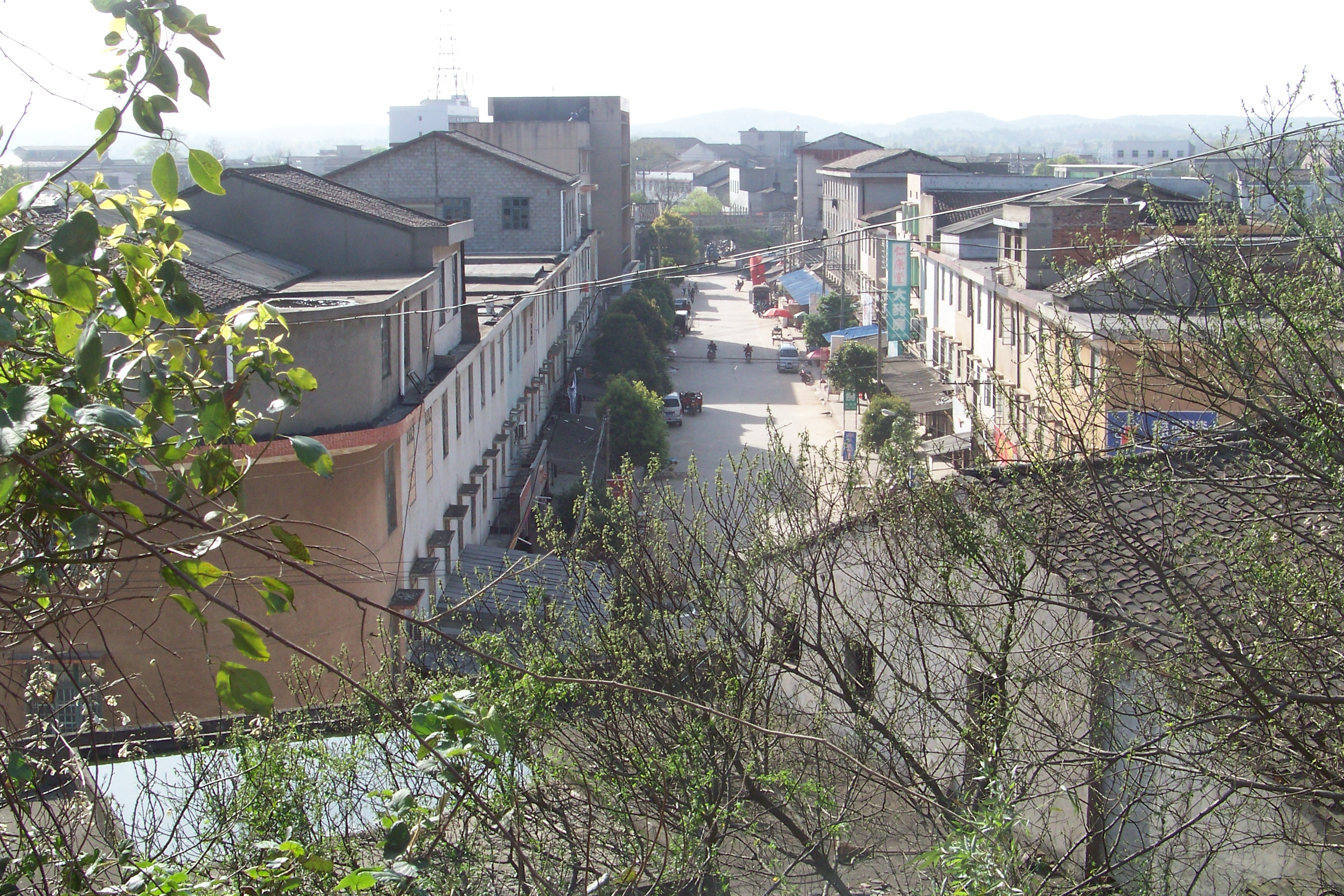

루커우구(한국어: 륙구구, 중국어: 渌口区, 병음: Lùkǒu Qū)은 중화인민공화국 후난성 주저우 시의 현급 행정구역이다. 넓이는 1381km2이고, 인구는 2007년 기준으로 450,000명이다.

## 행정 구역
7개 진, 11개 향을 관할한다.
- 진: 渌口镇, 朱亭镇, 淦田镇, 白关镇, 雷打石镇, 三门镇, 古岳峰镇.
- 향: 龙凤乡, 龙潭乡, 砖桥乡, 平山乡, 太湖乡, 洲坪乡, 南阳桥乡, 仙井乡, 姚家坝乡, 堂市乡, 王十万乡.